# POPDC3
POPDC3 (англ. Popeye domain containing 3) – білок, який кодується однойменним геном, розташованим у людей на короткому плечі 6-ї хромосоми. Довжина поліпептидного ланцюга білка становить 291 амінокислот, а молекулярна маса — 33 870.
| 10         |  | 20         |  | 30         |  | 40         |  | 50         |
| ---------- |  | ---------- |  | ---------- |  | ---------- |  | ---------- |
| MERNSSLWKN |  | LIDEHPVCTT |  | WKQEAEGAIY |  | HLASILFVVG |  | FMGGSGFFGL |
| LYVFSLLGLG |  | FLCSAVWAWV |  | DVCAADIFSW |  | NFVLFVICFM |  | QFVHIAYQVR |
| SITFAREFQV |  | LYSSLFQPLG |  | ISLPVFRTIA |  | LSSEVVTLEK |  | EHCYAMQGKT |
| SIDKLSLLVS |  | GRIRVTVDGE |  | FLHYIFPLQF |  | LDSPEWDSLR |  | PTEEGIFQVT |
| LTAETDCRYV |  | SWRRKKLYLL |  | FAQHRYISRL |  | FSVLIGSDIA |  | DKLYALNDRV |
| YIGKRYHYDI |  | RLPNFYQMST |  | PEIRRSPLTQ |  | HFQNSRRYCD |  | K          |

A: Аланін

C: Цистеїн

D: Аспарагінова кислота

E: Глутамінова кислота

F: Фенілаланін

G: Гліцин

H: Гістидин

I: Ізолейцин

K: Лізин

L: Лейцин

M: Метіонін

N: Аспарагін

P: Пролін

Q: Глутамін

R: Аргінін

S: Серин

T: Треонін

V: Валін

W: Триптофан

Білок має сайт для зв'язування з нуклеотидами. 
Локалізований у мембрані.